# Fogola (casa editrice)
Fògola è stata una casa editrice italiana con sede a Torino.

## Storia
Fondata nel 1963 da Mario Fogola, nasce all'interno della libreria "Dante Alighieri" di Torino, aperta nel 1911 da Giovanni Battista Fògola in Piazza Carlo Felice 19.
Tra gli autori pubblicati annovera Margherita Agnelli, Luigi Bàccolo, Guido Ceronetti, Giorgio Bàrberi Squarotti, Valentino Brosio, Sergio Ricossa, Stenio Solinas, Anacleto Verrecchia, Piero Buscaroli (che ha diretto la collana La torre d'avorio, in cui sono state pubblicate, fra le altre, opere inedite in Italia di Vintilă Horia, Astolphe de Custine, Henry de Montherlant).
La collana più nota è stata La Grande Collana, diretta da Bàrberi Squarotti e Folco Portinari, in cui sono stati pubblicati classici italiani e stranieri illustrati da artisti contemporanei. Tra le collaborazioni di rilievo c'è quella con Mario Praz, che ha prefato e tradotto una selezione di componimenti di John Donne e Volpone di Ben Jonson. Hanno collaborato con la casa editrice anche Paolo Isotta, Mario Pomilio, Ugo Ronfani e Ernesto Treccani.

## Collane
- La Grande Collana.
- Torre d'avorio.
- Gialli di fogola.
- Piazza universale.
- Focolare.
- Cetra di orfeo.
- Mosaico.
- Torino e i suoi colori.
- Sussidi musicologici.